# Egbertus Roelinus Tonckens
Egbertus Roelinus Tonckens (Westervelde, 10 augustus 1869 - aldaar, 3 oktober 1943) was een Nederlandse burgemeester.

## Leven en werk
Tonckens was een zoon van de burgemeester van Norg mr. Johannes Tonckens en Henderika Borgesius. Hij werd geboren in het Huis te Westervelde. Tonckens werd evenals zijn vader, zijn grootvader en zijn oudere broer burgemeester van Norg. Hij volgde in 1929 zijn broer Eltje Jacob Tonckens op als burgemeester. Deze functie bekleedde hij tot 1935, toen hij werd opgevolgd door zijn zoon Johannes Tonckens.
Tonckens huwde op 26 maart 1901 met Roelina Deodatus, uit dit huwelijk werden drie kinderen geboren. Tonckens was lid van Provinciale Staten van Drenthe. Hij was ridder in de Orde van Oranje-Nassau.